# Terrifier 2
Terrifier 2 és una pel·lícula slasher estatunidenca de 2022 escrita, dirigida, editada i produïda per Damien Leone. És la seqüela de Terrifier (2016), la segona pel·lícula centrada únicament en l'Art el Pallasso i el tercer llargmetratge que inclou el personatge. És la quarta entrega i la sisena entrega general de la franquícia Terrifier. Inclou el retorn de David Howard Thornton i Samantha Scaffidi, que van interpretar l'Art el Pallasso i Victoria Heyes, respectivament, a la primera pel·lícula, i protagonitzats per Lauren LaVera, Elliott Fullam, Sarah Voigt, Kailey Hyman i Casey Hartnett. La trama segueix la resurrecció de l'Art i la recerca de l'adolescent Sienna Shaw (LaVera) i el seu germà petit Jonathan (Fullam) la nit de Halloween, un any després dels esdeveniments de la primera pel·lícula. Ha estat doblada al català.
La pel·lícula es va originar a partir d'un concepte de llargmetratge que Leone va començar a desenvolupar poc després de filmar el seu curtmetratge debut com a director, The 9th Circle (2009). El concepte de la pel·lícula planificada es va centrar molt en una heroïna vestida d'àngel i finalment es va desfer. Després de l'estrena de la predecessora, Leone va voler tornar amb la idea de l'heroïna: evolucionaria a Sienna, algú que Leone descriu com el "cor i l'ànima" de Terrifier 2. Leone va passar tres mesos escrivint un guió basat en personatges després de les crítiques sobre la percebuda manca de narrativa de la primera pel·lícula.
El finançament era exigent, ja que el guió era més ambiciós que la primera pel·lícula i requeria un pressupost més gran. Leone va aconseguir finançament d'inversors privats abans del rodatge i va llançar una campanya d'Indiegogo amb un objectiu de 50.000 dòlars per produir una escena pràctica basada en efectes. La campanya va ser un èxit massiu, i va arribar a més del 430% de l'objectiu inicial amb una donació total de 250.000 dòlars. És una de les nombroses pel·lícules afectades per la pandèmia mundial de la COVID-19 i el rodatge es va aturar a mitjan 2020 a causa dels confinaments.
Es va estrenar al FrightFest el 29 d'agost de 2022 i es va estrenar als Estats Units el 6 d'octubre, i es va convertir en un èxit a la taquilla, amb una recaptació de 15 milions de dòlars. Va rebre crítiques positives, amb elogis particulars per les actuacions de LaVera i Thornton, tot i que el temps d'execució de la pel·lícula va rebre algunes crítiques. Molts crítics van considerar que la pel·lícula era una millora respecte a la seva predecessora. La seqüela, Terrifier 3, es va estrenar el 2024.